# Люй Цзуань
Люй Цзуа́нь (кит. 呂纂, пиньинь Lǚ Zuǎn, ?—401), взрослое имя Юнсю́й (永緒) — правитель государства Поздняя Лян; посмертное имя — Лин-хуанди (灵皇帝).

## Биография
Люй Цзуань был старшим сыном Люй Гуана, однако он был рождён не от главной жены, поэтому официальным наследником был его младший брат Люй Шао. Источники указывают, что он был искусен в конной езде и стрельбе из лука, учился гражданским наукам в городе Чанъань — столице государства Ранняя Цинь. Когда в 384—385 годах произошло крушение государства Ранняя Цинь, Люй Цзуань бежал сначала в Шангуй, а затем в Гуцзан, где его отец основал государство Поздняя Лян.
Первые записи о Люй Цзуане в исторических документах относятся к 392 году, когда он участвовал в военной кампании против Цифу Ганьгуя из государства Западная Цинь. В 397 году Люй Гуан (уже объявивший себя «небесным князем», то есть практически императором) послал Люй Цзуаня и Люй Яня (своего брата) опять против Цифу Ганьгуя, который ранее согласился признать себя вассалом Поздней Лян, но затем передумал. Люй Цзуаню удалось взять столицу Западной Цинь город Цзиньчэн, однако Цифу Ганьгуй смог поймать в ловушку и убить его дядю, и Люй Цзуаню пришлось отступить.
После смерти Люй Яня Люй Гуан поверил в ложные обвинения против его помощников — братьев Цзюйцюй Лочоу и Цзюйцюй Цюйчжоу — и казнил их. Их племянник Цзюйцюй Мэнсюнь поднял восстание гуннских племён. Люй Гуан послал Люй Цзуаня против него, но пока Люй Цзуань преследовал того в горах — его двоюродный брат Цзюйцюй Наньчэн осадил административный центр округа Цзянькан. Цзюйцюй Наньчэну удалось уговорить Дуань Е (правителя округа Цзянькан) присоединиться к восстанию, и тот провозгласил себя Цзяньканским князем, тем самым основав государство Северная Лян. Одновременно в столичном Гуцзане поднял восстание предсказатель Го Нэнь, к которому присоединился генерал Ян Гуй, и Люй Цзуаню пришлось бросать всё и возвращаться в столицу. Мятеж Яна и Го был подавлен, однако с этого момента Поздняя Лян стала объектом постоянных нападений со стороны Южной Лян, Северной Лян и Западной Цинь.
В 400 году Люй Гуан тяжело заболел, и велел Люй Шао немедленно короноваться, а сам решил уйти в отставку; так как Люй Шао хоть и являлся официальным наследником, но не блистал особыми талантами, поэтому военные дела при этом должен был на себя взять Люй Цзуань, а правительство возглавить Люй Хун (ещё один сын Люй Гуана). В тот же день Люй Гуан скончался, и Люй Цзуань сразу стал действовать, не особенно считаясь с младшим братом. Испуганный Люй Шао предложил передать ему трон, но Люй Цзуань отказался. Люй Чао (двоюродный брат Люй Шао) тайно предложил ему арестовать и казнить Люй Цзуаня, но Люй Шао на это не согласился.
Практически сразу Люй Хун предложил Люй Цзуаню устроить государственный переворот. На этот раз Люй Цзуань ответил согласием, и ночью повёл свои войска на дворец. Охрана попыталась оказать сопротивление, но Люй Шао, осознав ситуацию, удалился во вспомогательный дворец и покончил жизнь самоубийством. Люй Цзуань занял трон, и дал Люй Шао посмертный княжеский титул, а не императорский.
Поначалу Люй Цзуань доверил Люй Хуну государственные дела, однако вскоре между братьями стала нарастать взаимная подозрительность, и весной 400 года Люй Хун поднял вооружённое восстание. После подавления восстания Люй Цзуань казнил Люй Хуна, а столицу отдал своим войскам на разграбление.
Вскоре после этого Люй Цзуань выступил в поход против государства Южная Лян, но потерпел поражение. Летом он выступил в поход против государства Северная Лян и даже осадил его столицу, но затем вернулся обратно, опасаясь удара со стороны Южной Лян. В то время, когда он не был занят военными походами, Люй Цзуань посвящал всё время пьянству и охоте.
В 401 году Люй Чао без разрешения от Люй Цзуаня напал на сяньбийского вождя Сыпаня. Сыпань отправил своего брата Цичжэня с протестом к Люй Цзуаню, и тот вызвал Люй Чао и Сыпаня в Гуцзан. В столице, чтобы примирить Люй Чао и Сыпаня, Люй Цзуань устроил пир в их честь. Во время развлечений на пиру Люй Чао, воспользовавшись удобным моментом, убил Люй Цзуаня, и посадил на престол своего брата Люй Луна.